# Paul Flickel

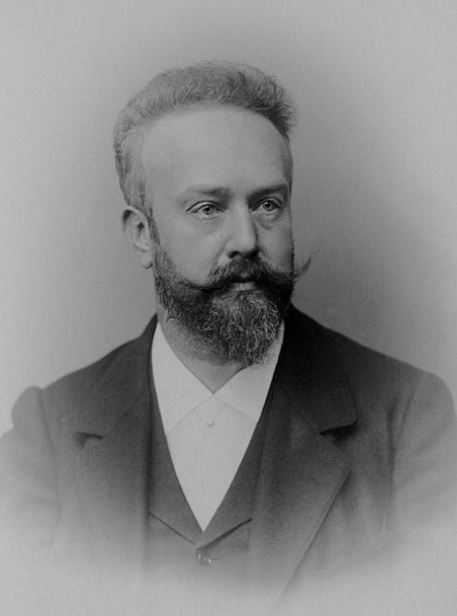
Paul Flickel (1903). Foto von Wilhelm Fechner

Paul Franz Flickel (* 8. April 1852 in Berlin; † 18. März 1903 in Nervi, Italien) war ein deutscher Landschaftsmaler.

## Leben
Paul Flickel wurde 1852 in Berlin geboren als zweites von fünf Kindern des königlichen Hof-Postsekretärs Franz Flickel (1812–1878) und dessen Ehefrau Antonie, geb. Gropius (1825–1907). Seine künstlerische Laufbahn startete bereits mit 16 Jahren, als er bei seinem Großvater mütterlicherseits, dem Theater- und Dekorationsmaler Carl Gropius begann, sich in dessen Werkstatt in derselben Kunst auszubilden. 1871 ging er für drei Jahre nach Weimar an die Großherzogliche Kunstschule und studierte Landschaftsmalerei bei Theodor Hagen und Max Schmidt. In den Jahren 1874 und 1875 setzte er seine Studien in Düsseldorf fort.
Ab 1876 lebte er in Berlin, unterbrochen durch alljährliche Studienreisen durch Deutschland, nach Österreich und 1877 nach Italien. Von 1878 bis 1903 war er Mitglied im Verein Berliner Künstler. Er wirkte als Lehrer an der Damenakademie des Vereins der Berliner Künstlerinnen und Kunstfreundinnen. Von 1892 bis 1903 war er Mitglied der Preußischen Akademie der Künste zu Berlin, 1894 wurde er zum Professor ernannt. Paul Flickel war seit dem 7. Januar 1899 verheiratet mit Emma Friederike, geborene Schaeffer (* 1869), Tochter eines Kaufmanns.
Paul Flickel starb im März 1903 im Alter von 50 Jahren in Nervi, einem Stadtteil der italienischen Hafenstadt Genua. Die Beisetzung fand auf dem Neuen Dorotheenstädtischen Friedhof in Berlin statt. Die nicht erhaltene Grabstätte war mit einer Stele vom Bildhauer Otto Riesch geschmückt.

## Werk
Flickels nach Italienreisen entstandenen Bilder „… zeichnen sich durch kräftige Sonnenlichtwirkungen bei breiter malerischer Behandlung aus, wobei F. ein Hauptgewicht auf die Darstellung der üppigen Vegetation des Südens legte.“
Für die Studien in Deutschland wählte er die Ostseeküste Ostholsteins, des Darß und Rügens, den Harz und die Mark Brandenburg. Dort malte er speziell das Innere von Buchenwäldern bei voller Sonnenbeleuchtung. Für den Buchenwald (Motiv bei Prerow a./Ostsee) erhielt er 1886 die große goldene Medaille der Berliner Kunstausstellung.

## Werke / Ausstellungen
Flickel war regelmäßig beteiligt an den Ausstellungen der Königlichen Akademie der Künste zu Berlin, den Großen Berliner Kunstausstellungen sowie den Ausstellungen im Münchener Glaspalast.

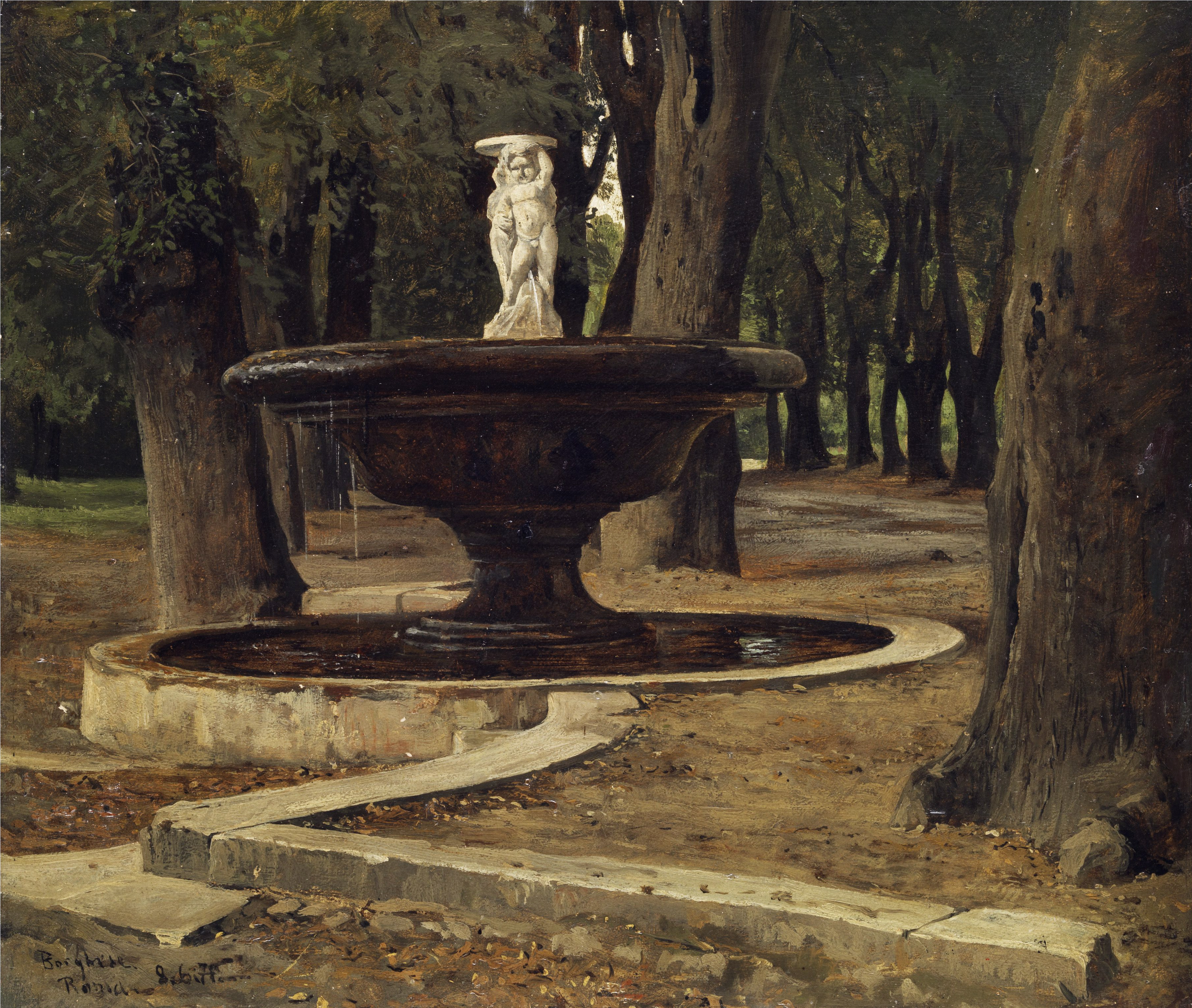
Brunnen im Park der Villa Borghese in Rom, 1878

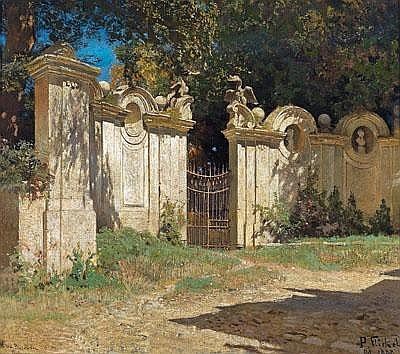
Blick auf ein barockes Parktor, 1888

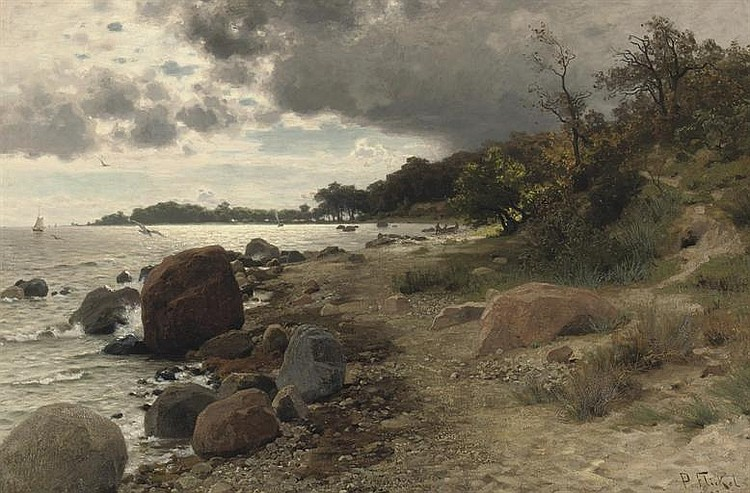
Steinige Küstenlinie, 1892

### Königliche Akademie der Künste zu Berlin
- 1874: Ostseestrand bei Misdroy, Landschaft
- 1876: Wirthshof aus dem Oesterreichischen, Klosterkirche zu Maulbronn, Frühlingslandschaft (Motiv aus Sanssouci)
- 1877: Ein deutscher Eichenwald, Torbolo bei Riva am Gardasee
- 1878: Villa d’Este, Garten bei Neapel, Frühlingslandschaft bei Bordighera an der Riviera di Ponento
- 1879: Neapel, Ansicht vom Capo di monte, Grotte aus der Villa d’Este bei Tivoli, Am Waldesrand (Motiv aus Holstein)
- 1880: Garten von Montecarlo bei Monaco an der Riviera di Ponente, Waldeinsamkeit(Abb. im Katalog), Waldidyll
- 1881: Eichenlandschaft, Waldesruhe (Motiv aus dem Harz), Fontaine aus der Villa Borghese in Rom
- 1883: Buchenwald an der Ostsee (Mittagstimmung), Blick auf Neapel
- 1884: Aussicht vom Capo bei Bordighera (Riviera di ponente), Schmiedemühle im Ilsethal (Blick auf den Ilsestein)
- 1886: Buchenwald (Motiv bei Prerow an der Ostsee) (Ankauf durch die Berliner Nationalgalerie), Waldlandschaft von Vilm
- 1887: Strandlandschaft von Rügen
- 1888: Birkenlandschaft, Waldidylle, Ilsethal
- 1889: Mährische Dorflandschaft, Landschaft (Ostseeküste)
- 1891: Septembertag, Landschaft bei Neubrandenburg
- 1892: Stillleben, Ostseestrand, Waldinneres, Waldteich, Waldeinsamkeit

### Große Berliner Kunstausstellungen
- 1893: Strandwald auf Rügen, Ilsethal, Aus dem Isarthal, Im Buchenwald, Stillleben, Stillleben, Waldquelle, 43 Studien
- 1894: Waldbach, Strandwald (Rügen), Waldlandschaft (Motiv aus Südschweden)
- 1895: Septembernachmittag im Harz, Bei Blankenburg am Harz
- 1896: Septembertag am Kellersee in Ostholstein (Abb. im Katalog),[11] Aufziehendes Gewitter (Südschweden)
- 1897: Nach dem Regen (Märkische Landschaft) (Abb. im Katalog),[12] Waldeinsamkeit (Motiv aus dem Harz), Sonniger Buchenwald
- 1898: Lindenallee aus dem Rheinsberger Park (Abb. im Katalog), Octobermorgen (Märkische Landschaft)
- 1899: Waldtümpel (Motiv von Rügen), Auf sonniger Höhe (Südschweden), Märkische Dorfkirche (Abb. im Katalog)
- 1900: Septembermorgen im Buchenwald auf Rügen (Abb. im Katalog), Ilsethal (Abb. im Katalog), Opfer des Sturms
- 1901: Am Fusse des Ilsensteins, Waldlandschaft im Ilsethal (Abb. im Katalog), Waldidyll
- 1902: Bei den Ilsefällen, Alte Erlen an der Schwarza (Abb. im Katalog), Mühlenteich bei Ilsenburg
- 1903: Septembermorgen an der Schwarza, Alte Buchen am Kellersee in Holstein (Abb. im Katalog), Buchenwald bei Prerow
- 1906: Retrospektive mit den Werken: An der Stadtmauer (1897), Septembertag (1891), Waldeinsamkeit (1888), Landschaft vom Vilm

### Münchener Glaspalast
- 1879: Villa d’Este in Tivoli bei Rom, Kirchhof in Holstein
- 1888: Waldeinsamkeit
- 1892: Buchenwald an der Ostsee
- 1893: Waldteich
- 1894: Strand auf Rügen
- 1899: Oktobermorgen (Märkische Landschaft)

Neben der laufenden Teilnahme an den vorgenannten Ausstellungen war Paul Flickel ebenso auf den Sächsischen Kunstausstellungen in Dresden, weiterhin in Bremen, Hannover, Düsseldorf und Wien vertreten. In Düsseldorf bekam er für seine Bilder 1880 die kleine goldene Medaille.

## Zitat
„[…] ‚Waldlandschaft von Vilm‘ von Paul Flickel. Der deutsche Wald ist die künstlerische Lieblingsdomaine dieses Berliner Meisters. Nicht, dass er sich einseitig auf dessen Darstellung in seinen Landschaftsbildern beschränkte. Er hat während eines längeren Aufenthalts in Italien die Natur des schönen Südens so gründlich studirt, wie die seiner Heimath, und die an der Riviera, in Neapel, auf Capri gesammelten Studien zu zahlreichen Gemälden ausgestaltet, welche an anmuthiger Wahrheit gegen seine deutschen Waldbilder nicht zurückstehen. Aber letzteren verleiht das tiefe, innige Heimatgefühl, das sich in ihnen bekundet, das Eingelebtsein des Malers in all’ den heimlichen poetischen Zauber, der in dem sonnendurchblitzten Schatten, unter dem goldig grünen Laubdach deutscher Buchen- und Eichenhaine webt, doch noch einen ganz besonders anmuthenden Reiz für deutsche Beschauer. Die Jubiläumsausstellung beschickte Flickel mit zwei derartigen Bildern aus norddeutscher Natur. Die herrlichen Wälder der Ostseeküstengegenden bei Prerow und auf der kleinen Insel Vilm vor der Südküste Rügens im „Rügener Bodden“ gaben ihm die Anregung und die Motive dazu. Diese Bilder haben ihm die Auszeichnung der Verleihung der grossen goldenen Medaille eingetragen. […]“